# Вьетнамская народная армия
Вьетнамская народная армия (вьет. Quân Đội Nhân Dân Việt Nam) — официальное название вооружённых сил Социалистической Республики Вьетнам.

## История

### Создание первых отрядов регулярных сил
Датой создания Вьетнамской народной армии (ВНА) считается 22 декабря 1944 года. В этот день был создан первый отряд регулярных сил, которым командовал Во Нгуен Зяп. На момент формирования, отряд насчитывал 34 бойца, на вооружении которых имелись: 1 ручной пулемёт, 17 винтовок, 2 пистолета и 14 кремнёвых ружей. 24 и 25 декабря 1944 года отряд совершил первые боевые операции: были атакованы и захвачены два поста французских колониальных войск — пост в Нангане (провинция Каобанг) и пост в Файкхат (провинция Баккан).
В дальнейшем, Во Нгуен Зяп стал первым главнокомандующим ВНА.
В апреле 1945 года численность отрядов Вьетминя (военно-политическая организация, созданная Хо Ши Мином для борьбы за независимость Вьетнама от Франции и Японии) достигла 1 тысячи бойцов, в это время было создано главное военное командование и открыты первые школы для подготовки командных кадров.
15 мая 1945 года в результате объединения отрядов "спасения родины" и отрядов освобождения была создана «Армия освобождения Вьетнама».

### Вьетнамская народная армия в Первой Индокитайской войне (1946—1954)
В ходе последовавшей Первой Индокитайской войны вооружённые силы Демократической Республики Вьетнам были полностью перевооружены благодаря поддержке Китая и получили значительный боевой опыт.
7 января 1947 года был сформирован 102-й пехотный полк — первый полк регулярных сил, имевший армейскую структуру.
4 ноября 1949 года вьетнамские вооружённые силы (ранее носившие название Армия защиты Родины) получили новое название — Вьетнамская Народная армия. Был установлен призывной принцип комплектования армии.
К концу 1949 года силы Вьетминя насчитывали около 40 тыс. бойцов (в том числе две пехотные дивизии и несколько отдельных полков регулярных сил, организованных по армейскому образцу).
В 1951 году было создано первое артиллерийское подразделение ВНА - 351й артиллерийский дивизион.
После завершения войны с Францией в 1954 году ВНА продолжала развиваться.
7 мая 1955 года были созданы военно-морские силы.
3 марта 1959 года была создана вооружённая народная милиция (на основе которой в дальнейшем были созданы пограничные войска). Также, в 1959 году была сформирована первая танковая часть — 202-й танковый полк, укомплектованный танками Т-34-85.
В 1963 году были созданы военно-воздушные силы.

### Вьетнамская народная армия во Второй Индокитайской войне (1957—1975)

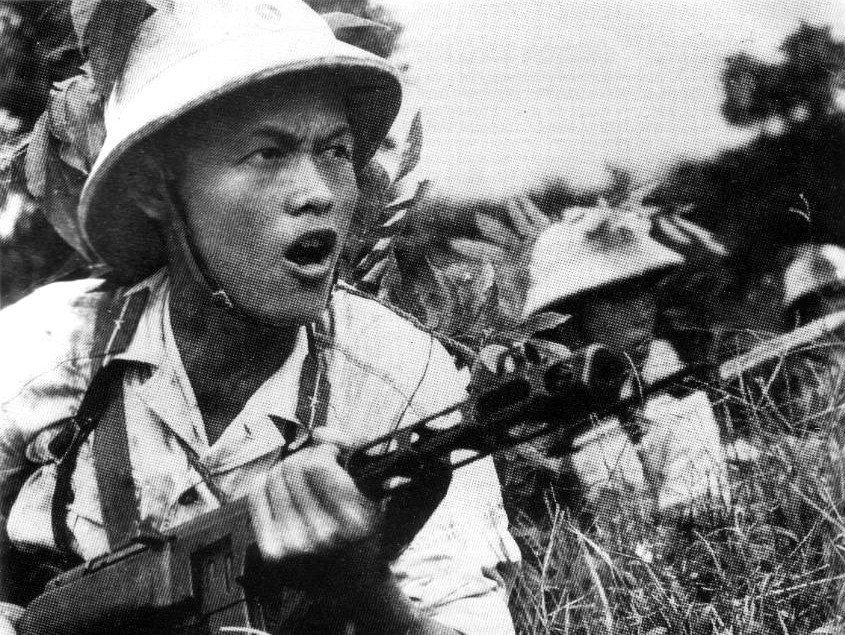
Солдаты ВНА времён Вьетнамской войны

Серьёзным испытанием для армии стала Вторая Индокитайская война, в ходе которой подразделения ВНА участвовали в полномасштабных боевых действиях на территории Южного Вьетнама, Лаоса и Камбоджи, а также обеспечивали противовоздушную оборону Северного Вьетнама. В американских источниках, посвящённых этому периоду, она упоминается как PAVN (People’s Army of Viet Nam, Народная армия Вьетнама) или NVA (North Vietnam’s Army, северовьетнамская армия). В 1975 году война завершилась взятием Сайгона.
После победы, на вооружение Вьетнамской Народной армии поступили трофейные вооружение и военная техника американского производства, ранее состоявшие на вооружении южновьетнамской армии.

### Вьетнамская народная армия в Третьей Индокитайской войне (1975—1990)
Во второй половине 1970-х годов ВНА отражала пограничные вылазки камбоджийских «красных кхмеров». С 1979 по 1989 год оккупировала Камбоджу, а также находилась на территории Лаоса. В 1979 году принимала участие в отражении агрессии Китая, следствием которой явились также Китайско-вьетнамские вооружённые столкновения (1979—1990).

## Современное состояние

### Структура

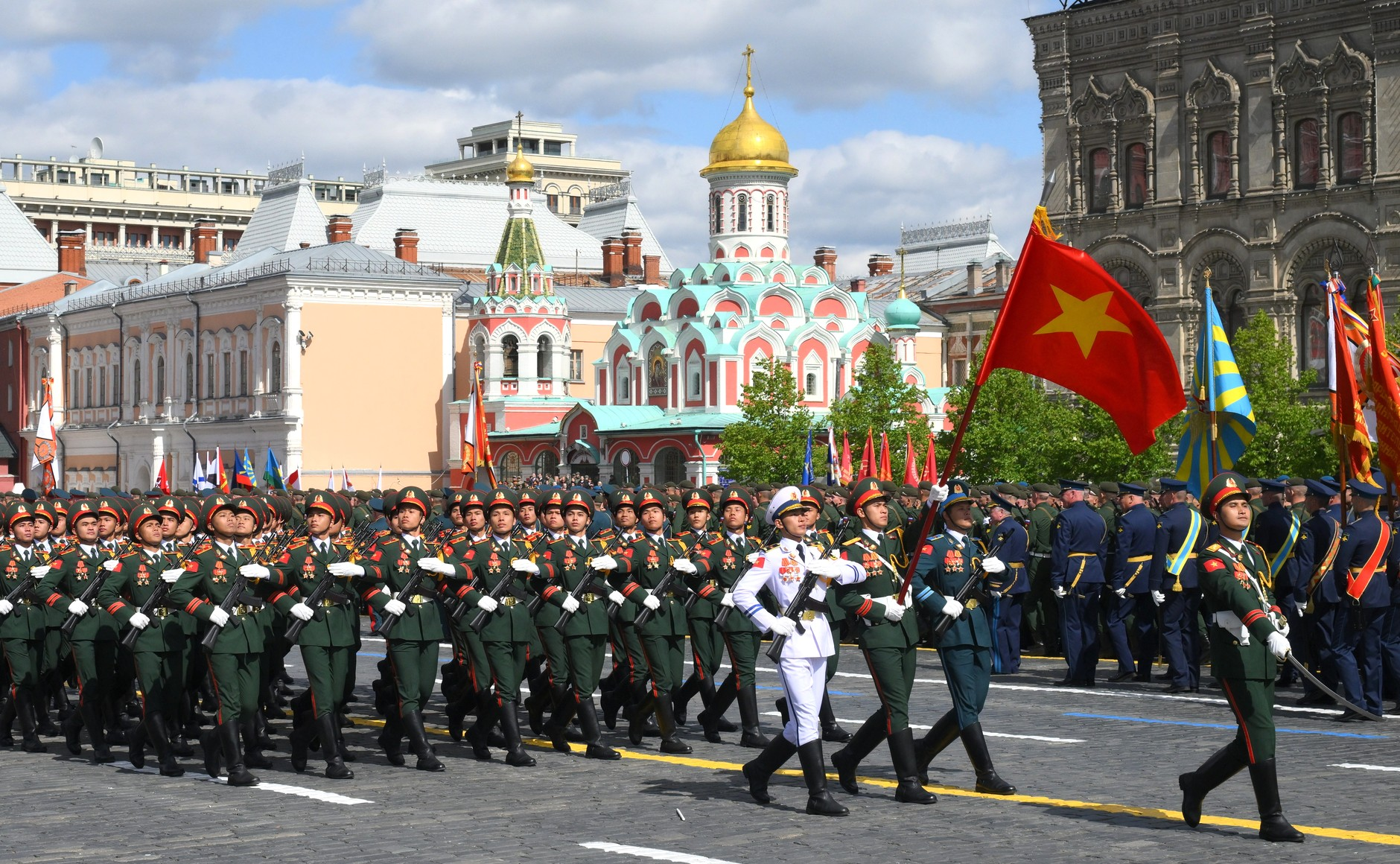
Бойцы Вьетнамской народной армии на Параде Победы 2025 года в Москве

Все подразделения ВНА находятся в одной из трёх групп: Основные силы (Chủ lực), Местные силы (Địa phương), силы народной обороны (Dân quân-Tự vệ). Каждая из этих групп имеет свой резерв.
В составе ВНА существуют следующие виды войск:
- Сухопутные силы
- Силы пограничной охраны (Biên phòng Việt Nam)
- Военно-морские силы (Hải quân nhân dân Việt Nam)

- морская пехота
- силы береговой охраны (Cảnh sát biển Việt Nam)

- Военно-воздушные силы и ПВО

Подразделения ВНА часто привлекаются к сельскохозяйственным работам и ликвидации последствий стихийных бедствий.
| Структура сухопутных войск Вьетнама | Структура сухопутных войск Вьетнама | Структура сухопутных войск Вьетнама                                                                                                |
| Наименование                        | Расположение                        | Состав |
| Военные округа                      | Военные округа                      | Военные округа |
| ----------------------------------- | ----------------------------------- | --- |
| 1-й военный округ                   | северо-восток                       | 2 пехотные дивизии |
| 2-й военный округ                   | северо-запад                        | 2 пехотные дивизии, пехотный полк, танковый полк, бригада ПВО, инженерная бригада, 5 частей обороны промышленных объектов          |
| 3-й военный округ                   | север                               | 2 пехотные дивизии, 2 танковых полка, 2 пехотных полка, артиллерийская бригада, бригада ПВО, бригада обороны промышленных объектов |
| 4-й военный округ                   | север                               | 3 пехотные дивизии, бригада обороны промышленных объектов, бригада ПВО, инженерная бригада, танковый полк                          |
| Командование обороны столицы        | центр                               | пехотная дивизия, артиллерийский полк, бронетанковый батальон                                                                      |
| 5-й военный округ                   | центр                               | 3 пехотные дивизии, артиллерийский полк, инженерная бригада                                                                        |
| 7-й военный округ                   | юг                                  | 4 пехотные дивизии |
| 9-й военный округ                   | юг                                  | 4 пехотные дивизии, инженерная бригада, артиллерийская бригада                                                                     |
| Отдельные части                     |                                     | |
| 12-й корпус                         | север                               | 4 пехотные дивизии, 2 бригада ПВО, танковая бригада, 2 артиллерийская бригада, инженерная бригада                                  |
| 34-й корпус                         | юг                                  | 4 пехотные дивизии, 3 бригада ПВО, танковая бригада, 2 артиллерийская бригада, инженерная бригада, полк ССО                        |

### Вооружение и военная техника

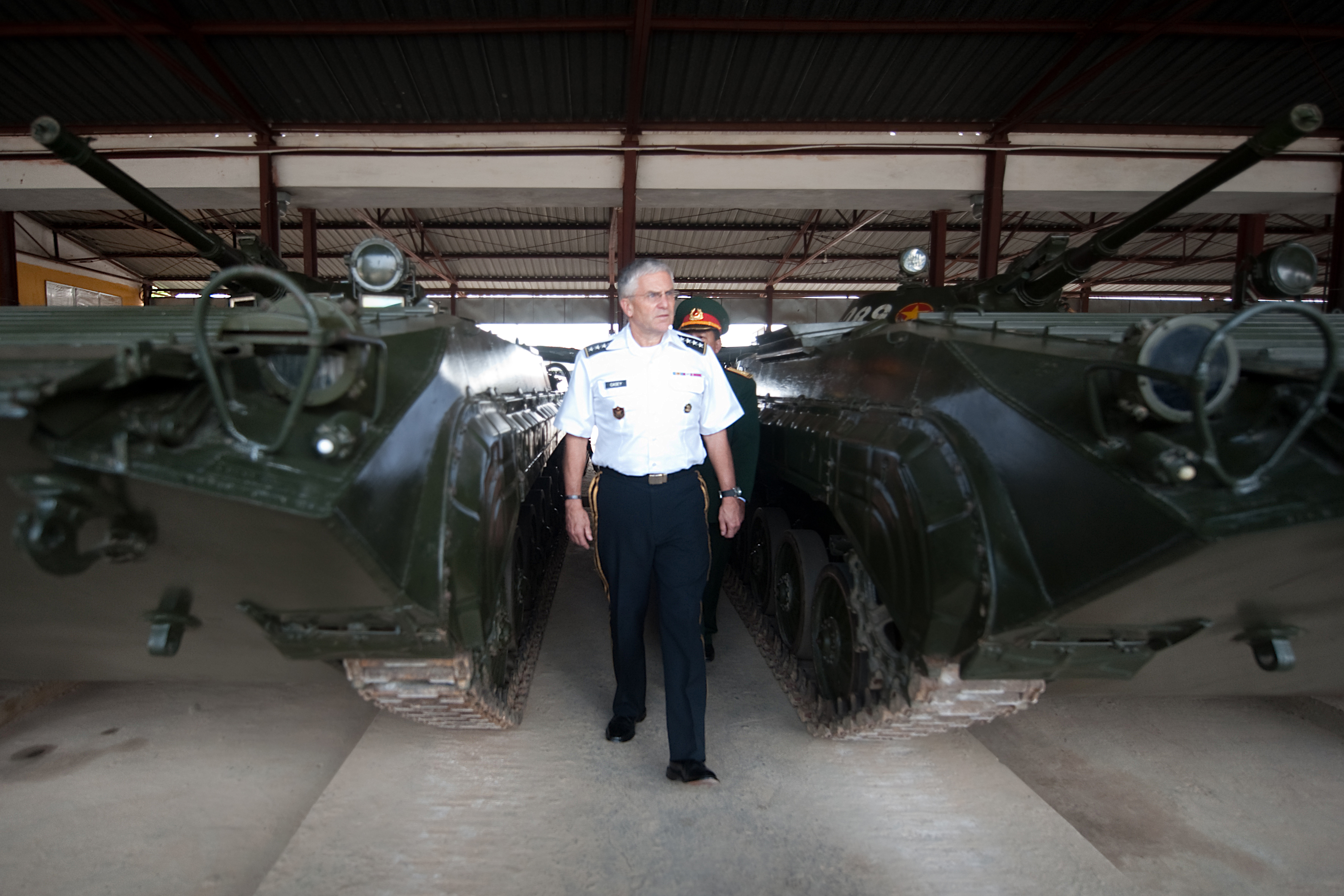
Вьетнамские БМП
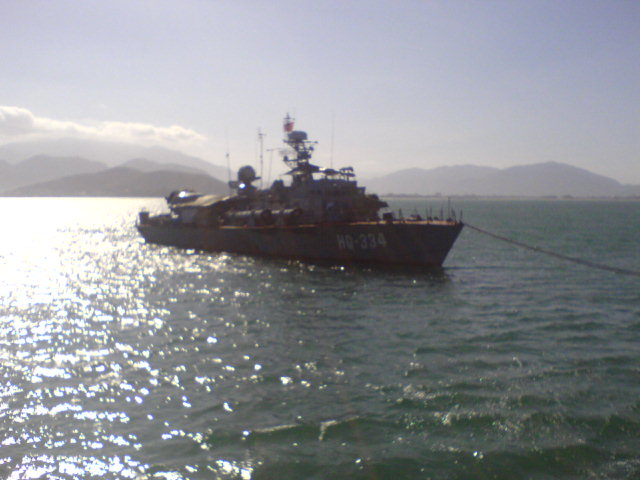
Торпедный катер проекта 206-ME ВМС Вьетнама

В настоящее время Вьетнамская народная армия располагает в основном оружием советского и китайского производства. Удельная доля советского вооружения возросла в конце 1970-х годов в связи с охлаждением вьетнамско-китайских отношений.
|                                                    | Т-55                   | СССР                   | Основной боевой танк                                       | н/д                 | По состоянию на 2017 год, с 1973 по 1975 год было поставлено из СССР 600 Т-55                                          |
|                                                    | Т-90С/СК               | Россия                 | Основной боевой танк                                       | 64                  | По состоянию на 2018 год                                                                                               |
| Средние танки                                      |                        |                        |                                                            |                     | |
|                                                    | Т-34-85                | СССР                   | Средний танк                                               | 45                  | По состоянию на 2016 год все находятся в резерве.                                                                      |
|                                                    | Т-54                   | СССР                   | Средний танк                                               | н/д                 | По состоянию на 2017 год, с 1970 по 1972 год было поставлено из СССР 400 Т-54                                          |
|                                                    | Тип 59                 | Китай                  | Средний танк                                               | 350                 | По состоянию на 2017 год                                                                                               |
|                                                    | Т-62                   | СССР                   | Средний танк                                               | 70                  | По состоянию на 2017 год                                                                                               |
| Лёгкие танки                                       |                        |                        |                                                            |                     | |
|                                                    | Тип 62                 | Китай                  | Лёгкий танк                                                | 70                  | По состоянию на 2007 год некоторое количество остаётся в строю                                                         |
|                                                    | Тип 63                 | Китай                  | Лёгкий танк                                                | > 200               | По состоянию на 2007 год                                                                                               |
|                                                    | ПТ-76                  | СССР                   | Лёгкий танк                                                | 300                 | По состоянию на 2016 год                                                                                               |
| Боевые машины пехоты                               |                        |                        |                                                            |                     | |
|                                                    | БМП-1                  | СССР                   | боевая машина пехоты                                       | 300                 | По состоянию на 2016 год                                                                                               |
|                                                    | БМП-2                  | СССР                   | боевая машина пехоты                                       | 300                 | По состоянию на 2016 год                                                                                               |
| Бронеразведывательные машины                       |                        |                        |                                                            |                     | |
|                                                    | БРДМ-1                 | СССР                   | боевая разведывательная машина                             | 100                 | По состоянию на 2016 год                                                                                               |
|                                                    | БРДМ-2                 | СССР                   | боевая разведывательная машина                             | 100                 | По состоянию на 2016 год                                                                                               |
| Бронетранспортёры                                  |                        |                        |                                                            |                     | |
|                                                    | БТР-40                 | СССР                   | Бронетранспортёр                                           | до 100              | По состоянию на 2016 год                                                                                               |
|                                                    | БТР-50                 | СССР                   | Бронетранспортёр                                           | н/д                 | По состоянию на 2016 год около 1000 БТР-50/БТР-60/БТР-152, на вооружении по состоянию на 2017 год                      |
|                                                    | БТР-60                 | СССР                   | Бронетранспортёр                                           | н/д                 | По состоянию на 2016 год около 1000 БТР-50/БТР-60/БТР-152, на вооружении по состоянию на 2017 год                      |
|                                                    | БТР-152                | СССР                   | Бронетранспортёр                                           | н/д                 | По состоянию на 2016 год около 1000 БТР-50/БТР-60/БТР-152, на вооружении по состоянию на 2017 год                      |
|                                                    | M113A3                 | США                    | бронетранспортёр                                           | 200                 | По состоянию на 2016 год                                                                                               |
|                                                    | Тип-63                 | Китай                  | бронетранспортёр                                           | 80                  | По состоянию на 2014 год                                                                                               |
| Оперативно-тактические ракетные комплексы          |                        |                        |                                                            |                     | |
|                                                    | Р-300 (Scud-B/C)       | СССР                   | оперативно-тактический ракетный комплекс                   | н/д                 | По состоянию на 2016 год на вооружении                                                                                 |
| Реактивные системы залпового огня                  |                        |                        |                                                            |                     | |
|                                                    | Тип 63 (РСЗО)          | Китай                  | РСЗО                                                       | 360                 | По состоянию на 2010 год                                                                                               |
|                                                    | БМ-14                  | СССР                   | РСЗО                                                       | н/д                 | некоторое количество, по состоянию на 2010 год, с 1965 по 1966 год было поставлено из СССР 100 установок               |
|                                                    | БМ-21 «Град»           | СССР                   | РСЗО                                                       | 350                 | По состоянию на 2016 год                                                                                               |
| Самоходная полевая артиллерия                      |                        |                        |                                                            |                     | |
|                                                    | АСУ-85                 | СССР                   | Самоходная установка 85-мм                                 | н/д                 | Возвращены в строй в 2015 году, дооборудованы 12,7-мм турельными пулемётами ДШКМ                                       |
|                                                    | 2С9 «Нона-C»           | СССР                   | Самоходная установка 120-мм                                | 30                  | По состоянию на 2013 год                                                                                               |
|                                                    | 2С1 «Гвоздика»         | СССР                   | Самоходная гаубица 122-мм                                  | н/д                 | По состоянию на 2016 год состоит на вооружении                                                                         |
|                                                    | 2С3 «Акация»           | СССР                   | Самоходная гаубица 152-мм                                  | 30                  | По состоянию на 2016 год                                                                                               |
|                                                    | M107                   | США                    | Самоходная пушка 175-мм                                    | н/д                 | 174 САУ захвачены Северным Вьетнамом после войны, по состоянию на 2010 год некоторое количество остаётся на вооружении |
| Буксируемая полевая артиллерия (около 2300 единиц) |                        |                        |                                                            |                     | |
|                                                    | М-1944                 | СССР                   | Полевая пушка 100-мм                                       | н/д                 | По состоянию на 2018 год                                                                                               |
|                                                    | M101                   | США                    | Буксируемая гаубица 105-мм                                 | н/д                 | По состоянию на 2016 год некоторое количество остаётся на вооружении                                                   |
|                                                    | Д-30                   | СССР                   | Буксируемая гаубица 122-мм                                 | н/д                 | По состоянию на 2016 год некоторое количество остаётся на вооружении                                                   |
|                                                    | М-30                   | СССР                   | Буксируемая гаубица 122-мм                                 | н/д                 | По состоянию на 2017 год некоторое количество остаётся на вооружении                                                   |
|                                                    | Д-74                   | СССР                   | Буксируемая пушка 122-мм                                   | н/д                 | По состоянию на 2016 год                                                                                               |
|                                                    | М-46                   | СССР                   | Буксируемая пушка 130-мм                                   | н/д                 | По состоянию на 2017 год                                                                                               |
|                                                    | Д-20                   | СССР                   | Буксируемая пушка-гаубица 152-мм                           | н/д                 | По состоянию на 2017 год                                                                                               |
|                                                    | М-114                  | США                    | Буксируемая пушка-гаубица 155-мм                           | н/д                 | По состоянию на 2010 год                                                                                               |
| Миномёты                                           |                        |                        |                                                            |                     | |
|                                                    | БМ-37                  | СССР · Китай · Вьетнам | 82-мм миномёт                                              | н/д                 | Приобретались в СССР и КНР, в дальнейшем технологии производства миномёта и боеприпасов к нему были получены из КНР    |
|                                                    | М-43                   | СССР                   | 120-мм миномёт                                             | н/д                 | |
|                                                    | М-43                   | СССР                   | 160-мм миномёт                                             | н/д                 | По состоянию на 2016 год                                                                                               |
| Противотанковая артиллерия                         |                        |                        |                                                            |                     | |
|                                                    | СУ-122                 | СССР                   | 122-мм противотанковая самоходная артиллерийская установка | н/д                 | |
|                                                    | СУ-100                 | СССР                   | 100-мм противотанковая самоходная артиллерийская установка | н/д                 | По состоянию на 2012 год                                                                                               |
|                                                    | Т-12                   | СССР                   | 100-мм противотанковая пушка                               | н/д                 | По состоянию на 2012 год                                                                                               |
| Противотанковые ракетные комплексы                 |                        |                        |                                                            |                     | |
|                                                    | 9К11 «Малютка»         | СССР                   | Переносной ПТРК                                            | н/д                 | |
| Техника ПВО                                        |                        |                        |                                                            |                     | |
|                                                    | ЗСУ-23-4 «Шилка»       | СССР                   | зенитная самоходная установка                              | н/д                 | По состоянию на 2016 год                                                                                               |
|                                                    | С-300ПМУ1              | Россия                 | ЗРК                                                        | 12 ПУ (2 дивизиона) | С-300ПМУ1 по состоянию на 2016 год                                                                                     |
|                                                    | 9К38 «Игла» «Игла-1»   | СССР                   | ПЗРК                                                       | н/д                 | По состоянию на 2010 год                                                                                               |
| Вертолёты                                          |                        |                        |                                                            |                     | |
|                                                    | Ми-24                  | СССР                   | транспортно-боевой вертолёт                                | 26                  | По состоянию на 2016 год                                                                                               |
|                                                    | Ка-25                  | СССР                   | противолодочный вертолёт                                   | 17                  | По состоянию на 2016 год, поставлены с 1979 по 1984 год                                                                |
|                                                    | Ка-28                  | СССР                   | многоцелевой вертолёт                                      | 10                  | По состоянию на 2016 год, используются Авиация ВМС Вьетнама                                                            |
|                                                    | Ка-32                  | СССР                   | многоцелевой вертолёт                                      | 2                   | По состоянию на 2010 год                                                                                               |
|                                                    | Ми-6                   | СССР                   | транспортный вертолёт                                      | 4                   | С 2016 года подтверждения нет о наличие в боевом составе                                                               |
|                                                    | Ми-8 Ми-17 Ми-171      | СССР · Россия          | многоцелевой вертолёт                                      | 14 6 3              | По состоянию на 2016 год                                                                                               |
|                                                    | Bell 205 (UH-1H)       | США                    | многоцелевой вертолёт                                      | 11                  | По состоянию на 2016 год                                                                                               |
|                                                    | PZL W-3 Sokół          | Польша                 | многоцелевой вертолёт                                      | 4                   | По состоянию на 2010 год                                                                                               |
| Самолёты                                           |                        |                        |                                                            |                     | |
|                                                    | МиГ-21бис МиГ-21УМ     | СССР                   | Многоцелевой истребитель учебный фронтовой истребитель     | 25 8                | По состоянию на 2016 год, + неизвестное количество на хранении                                                         |
|                                                    | Су-22М3 Су-22М4 Су-22У | СССР                   | истребитель-бомбардировщик                                 | 28                  | Часть выполняет разведывательные задачи. По состоянию на 2016 год                                                      |
|                                                    | Су-27СК Су-27УБК       | Россия                 | многоцелевой истребитель учебно-боевой самолёт             | 6 5                 | По состоянию на 2018 год                                                                                               |
|                                                    | Су-30МКК2              | Россия                 | многоцелевой истребитель                                   | 35                  | по состоянию на 2018 год                                                                                               |
|                                                    | C-212 Aviocar          | Испания                | базовый патрульный самолет                                 | 2                   | Вариант NC212i MSA производства Индонезии                                                                              |
|                                                    | Бе-12                  | СССР                   | противолодочный самолёт-амфибия                            | 4                   | С 2016 года подтверждения нет о наличие в боевом составе                                                               |
|                                                    | Ан-2                   | СССР                   | лёгкий транспортный самолёт                                | 6 Ан-2              | По состоянию на 2016 год                                                                                               |
|                                                    | Ан-26                  | СССР                   | транспортный самолёт                                       | 12                  | По состоянию на 2016 год                                                                                               |
|                                                    | Як-40                  | СССР                   | VIP самолёт                                                | 4                   | По состоянию на 2010 год                                                                                               |
|                                                    | Як-18                  | СССР                   | учебный самолёт                                            | 10                  | С 2016 года подтверждения нет о наличие в боевом составе                                                               |
|                                                    | Aero L-39 Albatros     | Чехия                  | учебно-боевой самолёт                                      | 18                  | По состоянию на 2016 год                                                                                               |
|                                                    |                        | Вьетнам                | БПЛА                                                       | н/д                 | В мае 2013 года вьетнамская армия успешно испытала БПЛА собственной разработки                                         |

### Система званий
Во Вьетнамской народной армии существуют следующие воинские звания:
| Категория                    | Звание                                                  | Наземные войска Lục quân | ВВС Không quân | ВМС Hải quân | Погранвойска Bộ đội Biên phòng | Береговая охрана Cảnh sát biển |  |
| ---------------------------- | ------------------------------------------------------- | ------------------------ | -------------- | ------------ | ------------------------------ | ------------------------------ |  |
| Категория                    | Звание                                                  |                          |                |              |                                |                                |  |
| Офицеры Sĩ quan              | Генерал армии Đại tướng                                 |                          |                |              |                                |                                |  |
| Офицеры Sĩ quan              | Генерал-полковник Thượng tướng (Адмирал Đô đốc)         |                          |                |              |                                |                                |  |
| Офицеры Sĩ quan              | Генерал-лейтенант Trung tướng (Вице-адмирал Phó Đô đốc) |                          |                |              |                                |                                |  |
| Офицеры Sĩ quan              | Генерал-майор Thiếu tướng (Контр-адмирал Chuẩn Đô đốc)  |                          |                |              |                                |                                |  |
| Офицеры Sĩ quan              | Старший полковник Đại tá                                |                          |                |              |                                |                                |  |
| Офицеры Sĩ quan              | Полковник Thượng tá                                     |                          |                |              |                                |                                |  |
| Офицеры Sĩ quan              | Подполковник Trung tá                                   |                          |                |              |                                |                                |  |
| Офицеры Sĩ quan              | Майор Thiếu tá                                          |                          |                |              |                                |                                |  |
| Офицеры Sĩ quan              | Капитан Đại úy                                          |                          |                |              |                                |                                |  |
| Офицеры Sĩ quan              | Старший лейтенант Thượng úy                             |                          |                |              |                                |                                |  |
| Офицеры Sĩ quan              | Лейтенант Trung úy                                      |                          |                |              |                                |                                |  |
| Офицеры Sĩ quan              | Младший лейтенант Thiếu úy                              |                          |                |              |                                |                                |  |
| Курсанты Học viên            | Курсант Học viên                                        |                          |                |              |                                |                                |  |
| Младшие командиры Hạ sĩ quan | Надпрапорщик Thượng tá QNCN                             |                          |                |              |                                |                                |  |
| Младшие командиры Hạ sĩ quan | Старший прапорщик Trung tá QNCN                         |                          |                |              |                                |                                |  |
| Младшие командиры Hạ sĩ quan | Прапорщик Thiếu tá QNCN                                 |                          |                |              |                                |                                |  |
| Младшие командиры Hạ sĩ quan | Младший прапорщик Đại úy QNCN                           |                          |                |              |                                |                                |  |
| Сержанты Chiến sĩ            | Старший сержант Thượng úy QNCN                          |                          |                |              |                                |                                |  |
| Сержанты Chiến sĩ            | Сержант Trung úy QNCN                                   |                          |                |              |                                |                                |  |
| Сержанты Chiến sĩ            | Младший сержант Thiếu úy QNCN                           |                          |                |              |                                |                                |  |

## Дополнительная информация
Печатными изданиями Вьетнамской Народной армии являются:
- газета «Народная армия» (вьет. Quân đội nhân dân)[36],
- журнал «Общенародная национальная оборона» (вьет. Quốc phòng toàn dân)[37].